# Scaër
Scaër (en bretón Skaer) es una población y comuna francesa, situada en la región de Bretaña, departamento de Finisterre, en el distrito de Quimper. Es el chef-lieu del cantón de Scaër.

## Demografía
| 7176 | 6999 | 6556 | 5968 | 5555 | 5267 |
| Para los censos de 1962 a 1999 la población legal corresponde a la población sin duplicidades (Fuente: INSEE [Consultar]) |      |      |      |      |      |